# مظفرالدین‌شاه

نشان سلطنتی مظفرالدین شاه قاجار

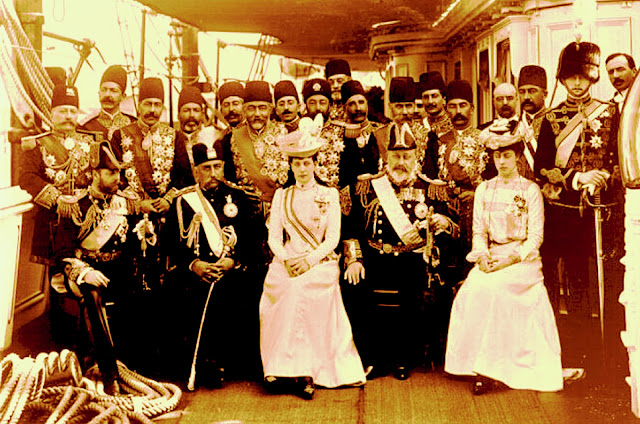
دیدار مظفرالدین شاه قاجار از سفر به بریتانیا در کنار از سمت چپ(ولیعهد بریتانیا جورج شاهزاده ی ولز، مظفرالدین شاه قاجار پادشاه ایران، ملکه الکساندرا و شاه ادوارد هفتم در کنار شاهدخت ویکتوریا ی بریتانیا) در اگوست ۱۹۰۲

مظفرالدین‌شاه (۳ فروردین ۱۲۳۲ – ۱۲ دی ۱۲۸۵) از سال ۱۲۷۵/۱۸۹۶ تا ۱۲۸۵/۱۹۰۶ پنجمین شاه ایران از دودمان قاجار بود. وی پس از کشته‌شدن پدرش ناصرالدین‌شاه به دست میرزا رضا کرمانی و پس از نزدیک به ۴۰ سال ولایت‌عهدی، به پادشاهی رسید و از تبریز به تهران آمد. در جریان جنبش مشروطه، برخلاف کوشش‌های صدراعظمش عین الدوله، با مشروطیت موافقت کرد و فرمان مشروطیت را امضا نموده و تنها ده روز پس از امضای قانون اساسی درگذشت. وی به خاطر همین اقدامات در تاریخ ایران به «شاه مشروطه» مشهور است. وی آخرین پادشاه ایران است که در داخل کشور درگذشته است.
امتیازنامه دارسی در دوران این پادشاه منعقد گردید. در این دوره، ایران به دلیل مشکلات مالی و اقتصادی، مجبور به گرفتن وام از کشورهای خارجی شد. این وام‌ها معمولاً با شرایط سختی همراه بودند و به تدریج منجر به افزایش وابستگی ایران به قدرت‌های خارجی شدند.
در این دوره، تلاش‌هایی برای توسعه اقتصادی و صنعتی در ایران صورت گرفت. برخی از پروژه‌های زیرساختی مانند راه‌آهن و تأسیس کارخانه‌ها آغاز شد، هرچند که این تلاش‌ها به دلیل فساد و ضعف مدیریتی با چالش‌هایی مواجه بود.

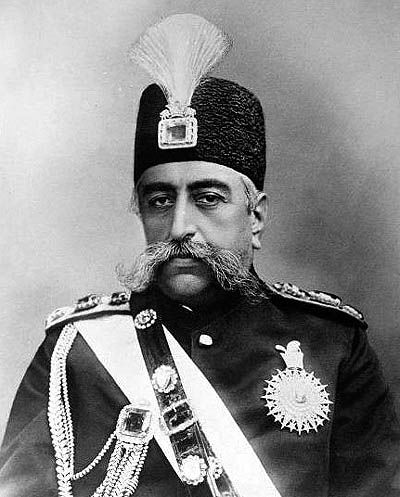
مظفرالدین شاه قاجار با الماس دریای نور

در دوره مظفرالدین شاه، انجمن‌های سیاسی و اجتماعی مختلفی شکل گرفتند که به ترویج ایده‌های مشروطه‌خواهی و اصلاحات سیاسی کمک کردند. این انجمن‌ها نقش مهمی در سازماندهی اعتراضات و قیام‌ها داشتند. یکی از ویژگی‌های بارز مظفرالدین شاه، سفرهای او به کشورهای اروپایی بود. او در سال ۱۹۰۰ میلادی به اروپا سفر کرد و از کشورهای مختلفی مانند فرانسه و انگلیس بازدید کرد. این سفرها به او کمک کرد تا با پیشرفت‌های صنعتی و فرهنگی اروپا آشنا شود. مظفرالدین شاه چندین همسر داشت و از آن‌ها فرزندان متعددی به دنیا آورد. یکی از همسران معروف او، ملکه تاج‌الملوک بود که در تاریخ ایران به عنوان یکی از زنان تأثیرگذار شناخته می‌شود.

## زندگی

### تولد و خانواده
مظفرالدین میرزا در ۱۲ جمادی‌الثانی ۱۲۶۹ ه‍.ق در تبریز زاده شد. پدرش ناصرالدین‌شاه و مادرش شکوه‌السلطنه، دختر فتح‌الله میرزا شعاع‌السلطنه سی و ششمین پسر فتحعلی‌شاه، بود. مظفرالدین میرزا پسر بزرگ ناصرالدین‌شاه نبود. قبل از او، سه تن از برادرانش به ولایتعهدی برداشته شده بودند که همگی در خردسالگی درگذشتند؛ سلطان محمود میرزا (درگذشته ۲۵ جمادی‌الثانی ۱۲۶۵) معین‌الدین میرزا (درگذشته ۲ ربیع‌الاول ۱۲۷۳) و محمدقاسم میرزا (درگذشته ۱۲۷۴). علاوه بر اینان، مسعود میرزا ظل‌السطان (پسر ناصرالدین‌شاه از عفت السلطنه) نیز ۳ سال از مظفرالدین میرزا بزرگ‌تر بود اما چون مادرش از سلسله قاجار نبود، شانسی برای ولایتعهدی نداشت. مظفرالدین میرزا در سال ۱۲۷۷ ه‍. ق، زمانی که هشت ساله بود، به حکومت آذربایجان منصوب شد. یک سال بعد، در ذیحجه ۱۲۷۸ ه‍.ق ناصرالدین‌شاه رسماً او را ولیعهد خود اعلام کرد.

### ولایتعهدی
مظفرالدین میرزا به همراه عزیزخان مکری سردار کل راهی آذربایجان شده بود و عزیز خان به نیابت از او آن ولایت را اداره می‌کرد. در واقع شاهزاده خود در اداره امور شخصاً دخالت نمی‌کرد و پیشکاری از تهران به آنجا فرستاده می‌شد. بین سال‌های ۱۳۰۲ تا ۱۳۰۹ ه‍.ق این امر برعهده حسنعلی‌خان گروسی امیرنظام بود. بعدها، در اواخر عهد ناصرالدین‌شاه، شاهزاده عبدالمجید میرزا عین‌الدوله پیشکاری آذربایجان یافت. از دیگر نزدیکان مظفرالدین میرزا در دوره ولایتعهدی، عبدالحسین میرزا فرمانفرما، حسین پاشا خان امیربهادر جنگ (رئیس کشیکخانه) و میرزا محمودخان حکیم‌الملک (طبیب ولیعهد) بودند. نیز یک سید به نام سید بحرینی در میان همراهان ولیعهد بود که گفته می‌شد ادعیه و اذکار او مظفرالدین میرزا را از «حوادث و بلایای طبیعی» حفظ می‌کند.
از حوادث مهم دوره ولایتعهدی مظفرالدین میرزا، ماجرای شیخ عبیدالله نهری، رهبر قیام کردها در عثمانی، بود. تاخت و تاز شیخ عبیدالله در سال ۱۲۹۷ ه‍.ق به نواحی شمال‌غرب ایران که منابع رسمی دولت «فتنه» خوانده‌اندش، در حوزه حکمرانی ولیعهد صورت گرفت؛ ولیعهد برای مقابله با او نیرو فرستاد اما شکست خوردند. بی‌اطلاعی مظفرالدین میرزا از سیر اتفاقات و شکست قشونش، شاه را سخت نسبت به او بی‌میل کرد تا بدان جا که به تهرانش احضار و در آنجا به او بی‌اعتنایی کرد. حتی شایع شد که قصد دارد مظفرالدین میرزا را از ولایتعهدی بردارد و ظل‌السلطان را به جای او نشاند. هر چند نهایتاً چنین نشد.
مظفرالدین میرزا در دوره ولایتعهدی با تحصیل‌کردگان و اصلاح طلبان عهد ناصری در ارتباط بود. نیز تفکرات تجددطلبانه داشت و خواستار ترقی ملت بود. مرتضی‌قلی‌خان صنیع‌الدوله — مهندس و معدن‌شناس تحصیل‌کرده در برلین — داماد ولیعهد بود. میرزا یوسف‌خان مستشارالدوله، نویسنده رساله یک کلمه و از رجال اصلاح‌طلب، در ۱۳۰۶ ه‍.ق نامه‌ای به او نوشت و به اصلاح مملکت و برقراری مساوات در برابر قانون جهت احیای احترام و اعتبار ایران باستان، تشویقش کرد. رجال دولتی نیز به انجام اصلاحات توسط او امید داشتند، چنان‌که مخبرالسلطنه هدایت، بعد از استقبال از اردوی شاه جدید که عازم تهران بود، در تلگرافی نوشت: «فرمایشات ملوکانه امیدواری می‌داد.» نیز، به گفته مستوفی، تجربه ۴۰ سال ولایتعهدی مردم را امیدوار به سلطنت شاهی توانا کرده بود.

### ترور ناصرالدین‌شاه و انتقال سلطنت
ناصرالدین‌شاه در روز جمعه، ۱۷ ذیقعده ۱۳۱۳ ه‍.ق در مراسم سالگرد سلطنت خود به ضرب گلوله میرزا رضا کرمانی در حرم عبدالعظیم حسنی ترور شد. نزدیکان شاه به رهبری میرزا علی‌اصغرخان امین‌السطان، صدر اعظم مملکت، جنازه شاه مقتول را به تهران انتقال دادند و وانمود کردند زخمی که به شاه وارد شده، جدی نیست. علی‌رغم این، شایعات دربارهٔ وخامت اوضاع شاه و هویت ضارب، باعث هجوم مردم به نانوایی‌ها و خواربارفروشی‌ها شد. صدر اعظم به یاری کلنل کاساگوفسکی، رئیس قوای قزاق، آرامش تهران را حفظ کرد و میرزا رضاخان صدیق‌الدوله نوری مازندرانی، وزیر تهران، را مأمور تأمین نان مورد نیاز پایتخت کرد. بدین ترتیب در شهر حکومت نظامی برقرار شد. امین السلطان سفرای خارجی، از جمله سفیران روس و انگلیس، را در جریان اتفاقات روی داده قرار داد و در حضور آنان در تلگراف‌خانه سلطنتی حاضر شد و خبر کشته‌شدن ناصرالدین‌شاه را به ولیعهد رساند. او همچنین وخامت اوضاع مالی دولت را با سفیران روسیه و انگلیس در میان گذاشت و سفیر انگلیس قول داد لندن مبلغ مورد نیاز را به بانک شاهنشاهی حواله خواهد کرد. امین السلطان خبر وام‌گرفتن از بانک شاهنشاهی را به همراه تلگراف رسمی تسلیت مرگ شاه و نیز تهنیت سلطنت از سوی درباریان به تبریز مخابره کرد. مظفرالدین‌شاه در جوابش نوشت که در میان اطرافیان خود «حتی یک نفر ندارد که به دقایق الفاظ آگاه باشد تا به حقایق معنی چه رسد.» بدین ترتیب، به رجال و درباریان وعده داد آنان را در مقام خود حفظ خواهد کرد.

## حکومت

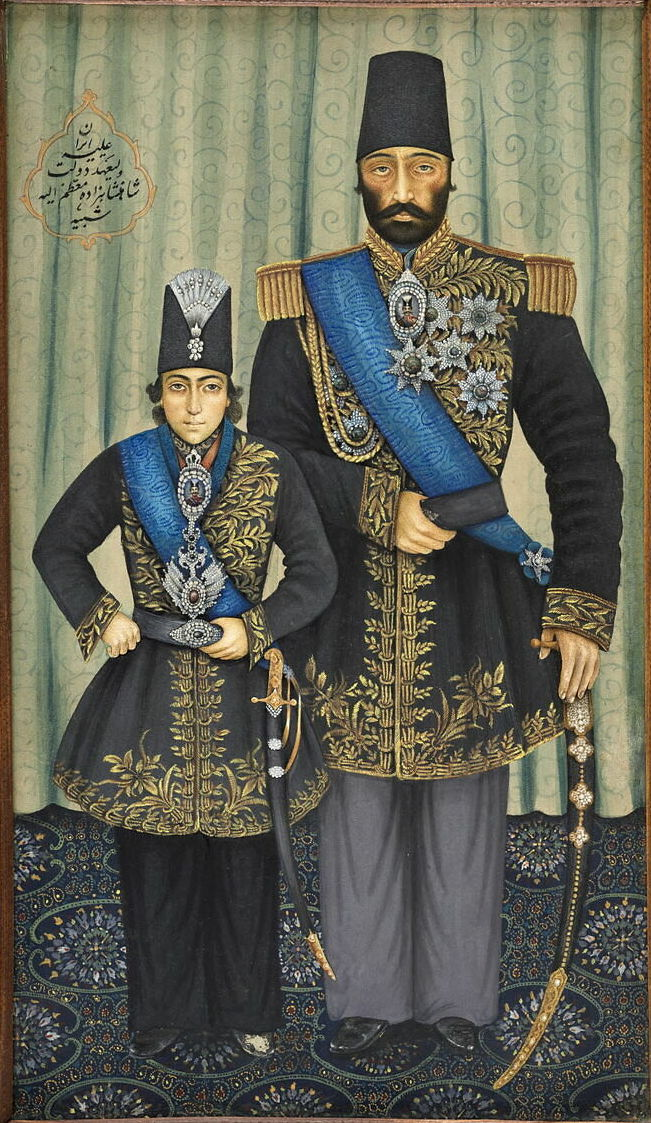
مظفرالدین شاه در کودکی به همراه عزیزخان مُکری (سردارکل) حوالی ۱۲۳۸–۱۲۴۰ شمسی

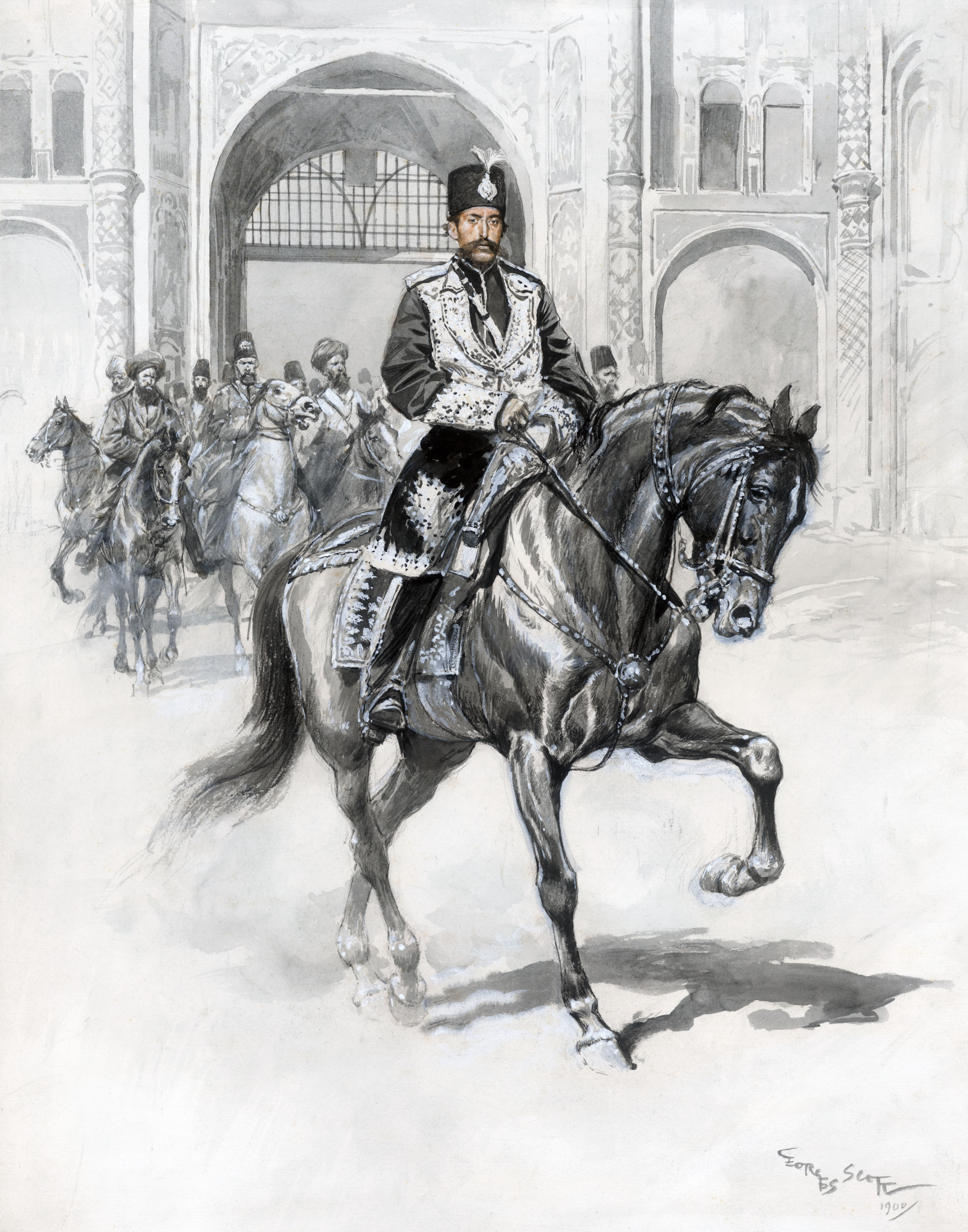
مظفر الدین شاه قاجار سوار بر اسب

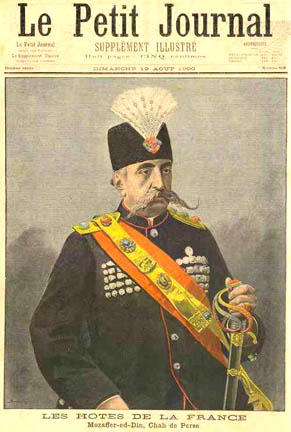
در مجله فرانسوی پتیت، ۱۹ اوت ۱۹۰۰

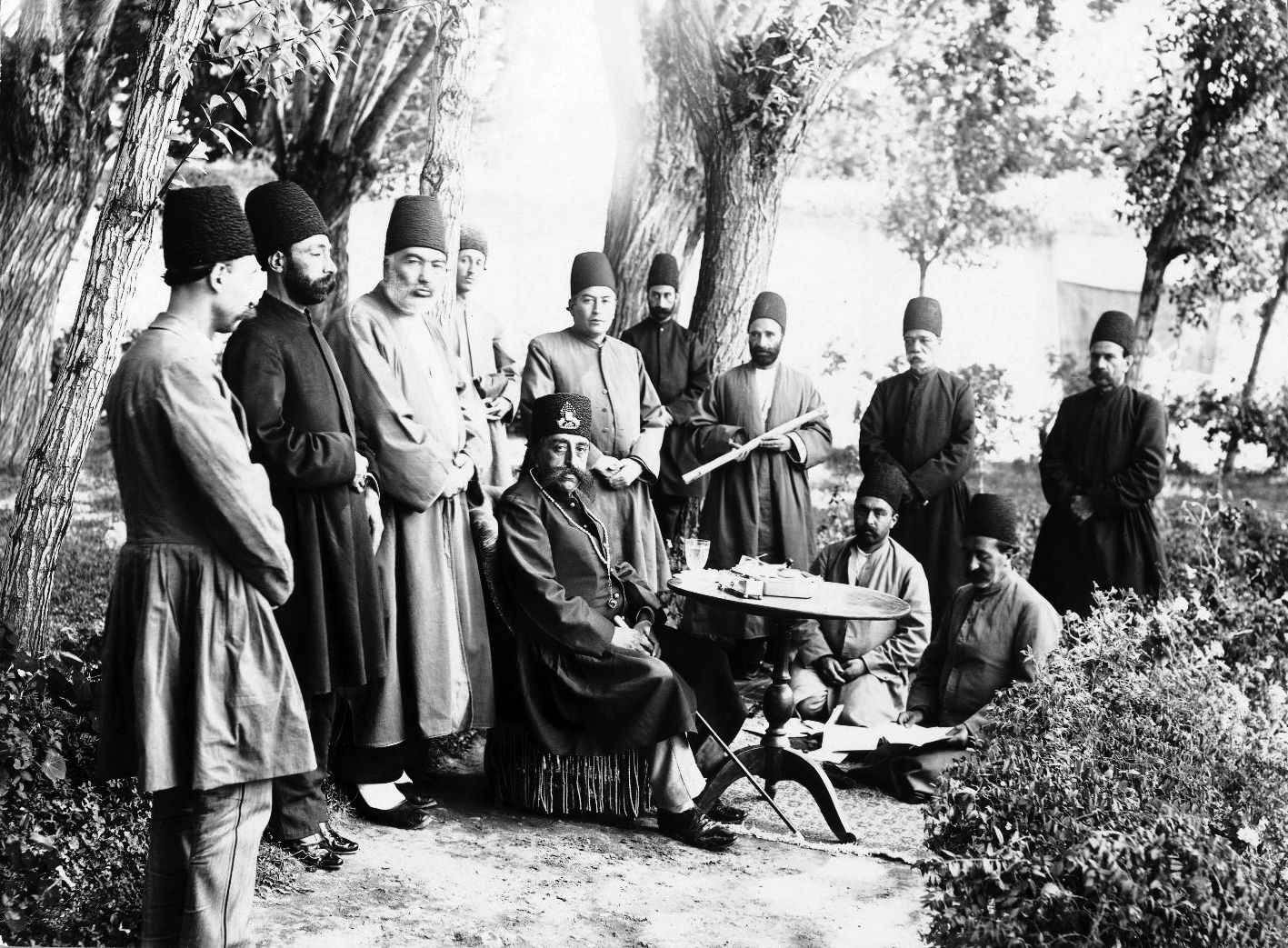
همراه ملازمان

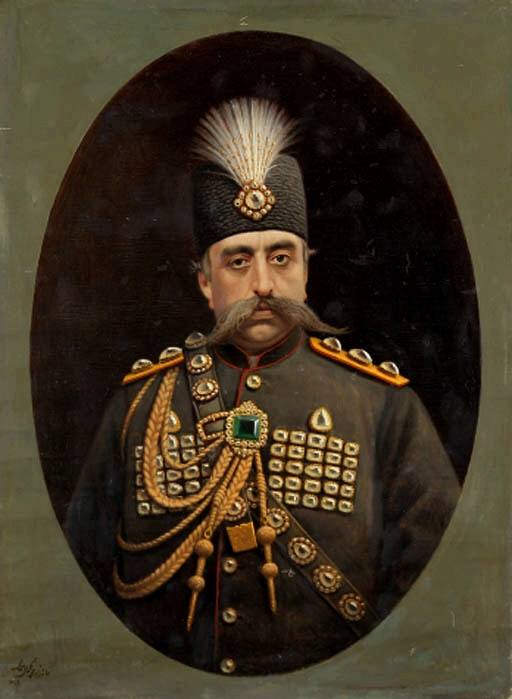
تابلوی مظفرالدین شاه اثر کمال‌الملک.

مظفرالدین شاه در سال اول سلطنت خود امین‌السلطان را از مقام صدارت عزل کرد و برای مدتی کوتاه کابینه‌ای بدون صدراعظم تشکیل داد که در آن علیقلی مخبرالدوله وزیر داخله، عبدالحسین میرزا فرمانفرما وزیر جنگ و محسن مشیرالدوله وزیر امور خارجه بود. پس از چهار ماه مخبرالدوله به دلیل دخالت‌های فرمانفرما در حوزهٔ اختیاراتش استعفا داد. مظفرالدین شاه نیز علی امین‌الدوله را از آذربایجان به تهران فراخواند و نخست او را رئیس‌الوزرا (رئیس مجلس وزرا) و پس از چند ماه وزیر اعظم و سرانجام صدراعظم نمود، ولی امین‌الدوله که افکار تجددخواهی و غرب‌گرایی داشت از ابتدای زمامداری خود با مخالفت علما مواجه شد و بعد از شش ماه از صدارت کناره‌گیری کرد. مظفرالدین شاه پس از امین‌الدوله، محسن خان مشیرالدوله را به ریاست وزرا (ریاست مجلس شورای دولتی) انتخاب کرد، ولی منصب او هم بیش از سه ماه به طول نینجامید و مظفرالدین شاه مجدداً امین‌السلطان را به صدارت برگزید.

## سفر به اروپا
مظفرالدین شاه مانند پدرش مشتاق سفر به اروپا بود و در روز ۲۳ فروردین ۱۲۷۹ (۱۲ ذیحجهٔ ۱۳۱۷ ه‍.ق) اولین سفر خود را به کشورهای اروپایی آغاز کرد. امین‌السلطان، که در ۲۰ مرداد ۱۲۷۷ ه‍.خ (پنجشنبه ۲۲ ربیع‌الاول ۱۳۱۶ ه‍. ق) برای دومین بار با وعدهٔ تأمین مخارج سفر شاه، به مقام صدارت منصوب شده بود، قراردادی برای دریافت ۲۳ میلیون و پانصد هزار روبل قرضه از روسیه امضا کرد و در ازاء آن عایدات گمرکات ایران را، که ممر اصلی درآمد خزانه بود، به وثیقه گذاشت. با دریافت این قرضه، مقدمات سفر مظفرالدین شاه به فرانسه فراهم شد.
اولین سفر مظفرالدین شاه به اروپا هفت ماه به طول انجامید و در این مدت پنجمین پادشاه قاجار از کشورهای روسیه، اتریش، سوئیس، آلمان، بلژیک، فرانسه و در راه بازگشت از ترکیه (عثمانی) دیدن کرد. از وقایع مهم این سفر سوءقصد به جان مظفرالدین شاه در پاریس بود، که ضارب در کار خود توفیق نیافت و آسیبی به مظفرالدین شاه نرسید.
مظفرالدین شاه در این دور از سفر به اروپا و در سال ۱۲۷۹ خورشیدی از ضرابخانه بروکسل بازدید نمود و سفارش ساخت قالب برای ضرب سکه با تصویر خود را به این ضرابخانه داد. طراحی و ساخت مدال یادبود موسوم به «بازدید مظفرالدین شاه از دارالضرب بروکسل» توسط مسئول طراحی وقت، آلفونس میچاکس، به افتخار این بازدید صورت گرفته است. نام این طراح بر روی این مدال یادبود دیده می‌شود. در همین سال و در هنگام بازدید از فرانسه نشان یادبودی توسط رئیس ضرابخانه پاریس، آگوست پاته، به افتخار او طراحی و ضرب شد. شاه همچنین میهمان بازی‌های المپیک تابستانی ۱۹۰۰ در پاریس نیز بود.
دو سال بعد، وی پس از دریافت وام جدیدی به مبلغ ده میلیون روبل از روسیه و اعطای امتیازات تازه‌ای در شمال ایران به روس‌ها، عازم اروپا شد. دومین سفر مظفرالدین شاه به اروپا که در ۱۷ فروردین ۱۲۸۱ (۲۷ ذیحجهٔ ۱۳۱۹ ه‍.ق) آغاز شد شش ماه به طول انجامید و در این مدت مظفرالدین شاه از اتریش، آلمان، بلژیک، فرانسه، انگلستان و ایتالیا بازدید کرد. مقصد نهایی مظفرالدین شاه در این سفر انگلستان بود. سفرنامه شاه از این سفر منتشر شده است.
مسافرت سوم شاه به اروپا روز ۱۶ خرداد ۱۲۸۴ (۱ ربیع‌الثانی ۱۳۲۳ ه‍.ق) آغاز شد و ۴ ماه (تا ۱۴ رجب ۱۳۲۳ ه‍.ق) به طول انجامید. این سفر نیز متعاقب دریافت یک وام ۲۹۰ هزار لیره‌ای از بانک شاهنشاهی ایران عملی شد.
مظفرالدین‌شاه در پاریس هدف حمله تروریستی یک آنارشیست قرار گرفت.

## مشروطیت

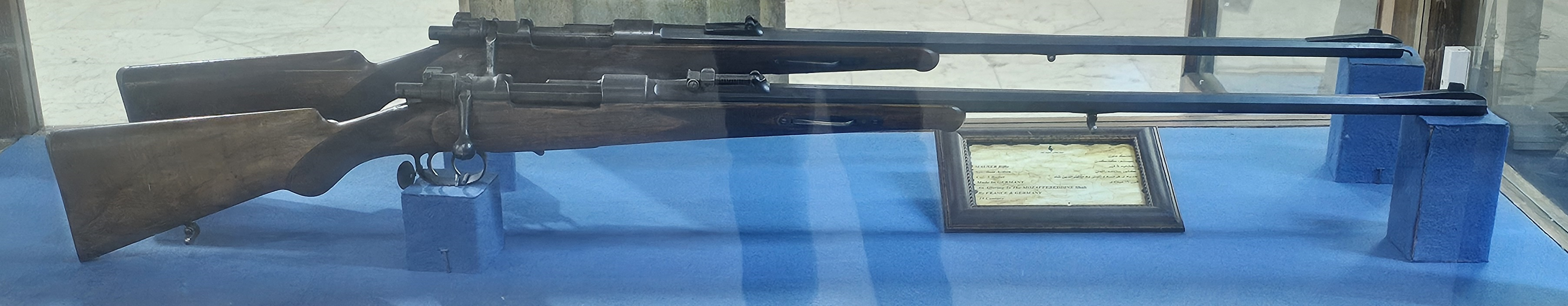
تفنگ ماوزر مظفرالدین‌شاه در موزه عفیف‌آباد شیراز

مظفرالدین شاه پس از بازگشت از سفر دوم خود، امین‌السلطان را برکنار کرد و پس از یک سال، که هیئتی ۵ نفره مدیریت امور کشور را در دست داشت، دامادش عین‌الدوله را به عنوان صدراعظم منصوب کرد. عین‌الدوله برای تأمین هزینهٔ سفر سوم شاه، مسیو نوز بلژیکی، مدیر امور گمرکات ایران را مأمور افزایش درآمد گمرک کرد. افزایش تعرفهٔ گمرکی به تحصن تجار تهران در حرم عبدالعظیم انجامید. پس از بازگشت شاه، حوادث دیگری چون به چوب بستن تجار قند توسط احمد خان علاءالدوله (حاکم وقت تهران)، به تحصن بزرگ‌تری در حرم عبدالعظیم در ۲۳ آذر ۱۲۸۴ با درخواست تأسیس عدالتخانه منجر شد. با قول شاه تحصن پایان یافت اما تعلل در برپایی عدالتخانه موجب تحصن علمای تهران در قم و افزایش خواسته‌ها به عزل عین‌الدوله و برپایی دارالشورا شد. شاه نهایتاً عین‌الدوله را عزل و نصرالله مشیرالدوله را صدراعظم کرد. او یک سال پس از پایان سفر سوم خود، در روز ۱۳ مرداد ۱۲۸۵ در بستر بیماری فرمان مشروطیت را که متضمن ترتیبات تشکیل مجلس بود امضا کرد و روز ۱۴ مهر ماه همین سال اولین دورهٔ مجلس شورای ملی در حضور شاه افتتاح شد. مظفرالدین شاه نخستین قانون اساسی ایران را که در دورهٔ اول مجلس تنظیم شده بود، روز ۸ دی ۱۲۸۵ امضا کرد و ۱۰ روز بعد در ۱۷ دی ۱۲۸۵ درگذشت.

### عدل مظفر
با امضای فرمان مشروطیت که در تاریخ ۱۲۸۵ هجری خورشیدی، ماده‌تاریخ عدل مظفر که حروف ابجد آن برابر می‌شود با ۱۳۲۴ و در معنای عدالت مظفرالدین شاه است بر روی لوحه‌ای نوشته شد و پس از برپایی مجلس شورای ملی بر سر آن جای گرفت. بدینسان نشانگر مشروطیت و یادآور نام پادشاه امضاکننده و نخستین پادشاه اجراکننده آن بود.

## قدیمی‌ترین صدای ایران مظفرالدین شاه
متن سخنان مظفرالدین شاه خطاب به علی‌اصغر اتابک صدراعظم و وزرا به شرح زیر است:

«جناب اشرف اتابک اعظم از خدمات سابق و لاحق شما، که تا به حال چهل سال است خدمت می‌کنید، از همهٔ خدمات شما راضی هستیم. به خصوص از خدمات این سه چهار ساله‌ای که در صدارت خود حساب می‌کنیم و ان‌شاءالله از عوض اینها را همه را به شما مرحمت خواهیم فرمود و شما هم ابداً ذره‌ای در خدمات خودتان، ان‌شاءالله، قصور نخواهید کرد و مرحمت ما را به اعلا درجه نسبت به خودتان بدانید.
ان‌شاءالله رحمان بعد از چهار صد سال که خدمت بکنید امیدوار هستم که همیشه خوب باشد و این خدماتی که به من می‌کنید و به مملکت ایران می‌کنید البته خداوند او را بی [مکث] بی عوض نخواهد گذاشت، ان‌شاءالله عوض او را هم خدا و هم سایهٔ خدا که خودمان باشیم به شما خواهم داد و از خدمات همه وزرا هم راضی هستیم و شما هم خدمات همه را حقیقتاً خوب عرض می‌کنید و همه را به موقع عرض [می‌کنید].»

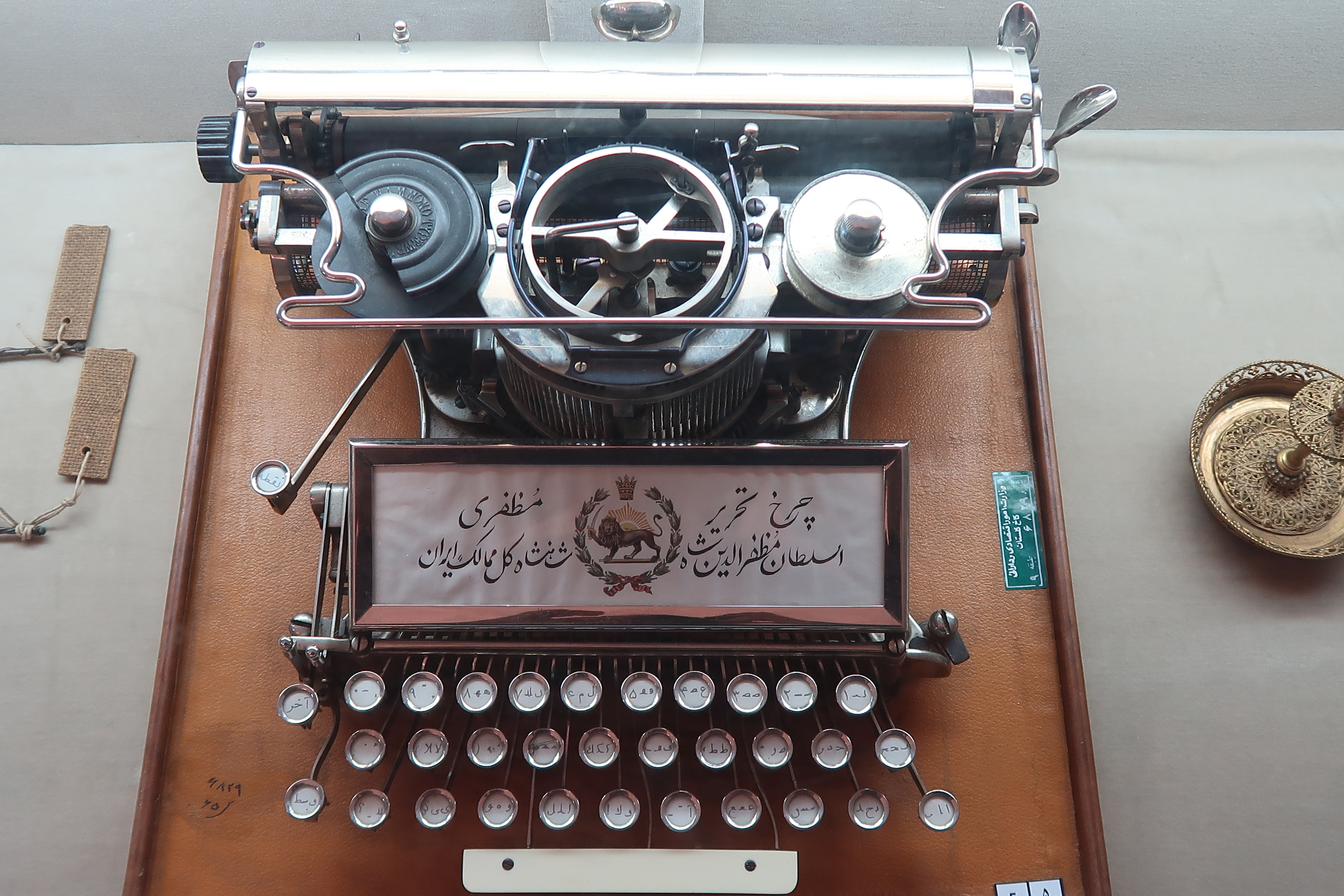
ماشین تحریر مظفر الدین شاه قاجار

## فرزندان

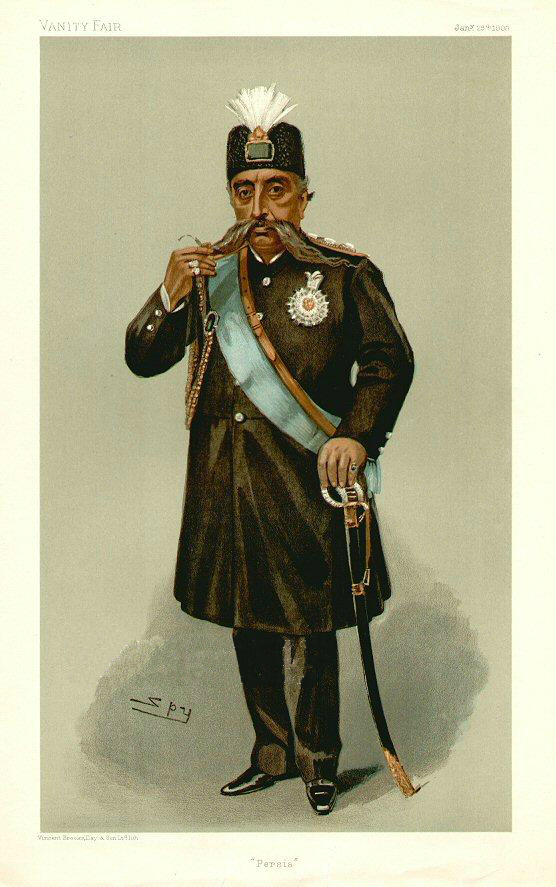
کاریکاتوری از مظفرالدین‌شاه در سفر به لندن، منتشرشده توسط مجلهٔ ونیتی فر، اثر لزلی وارد.

اولین همسر او تاج‌الملوک، معروف به ام‌الخاقان، دختر میرزا محمدتقی خان فراهانی (امیرکبیر)، بود که محمدعلی شاه قاجار حاصل این ازدواج بود.
به هنگام فوت، از مظفرالدین شاه ۱۸ دختر و ۶ پسر به نام‌های محمدعلی میرزا، ملک منصور میرزا شعاع‌السلطنه، ابوالفتح میرزا سالارالدوله، ابوالفضل میرزا عضدالسلطان، حسن علی میرزا نصرت‌السلطنه و ناصرالدین ناصری باقی ماندند.
| ردیف | نام                         | تولد              | مرگ                  | نام مادر                |
| ---- | --------------------------- | ----------------- | -------------------- | ----------------------- |
| ۱    | فاطمه خانم عزت السلطنه      | ۱۸۶۸              | ؟                    | تاج الملوک              |
| ۲    | زرین‌کلاه احترام‌السلطنه      | ۱۸۷۰              | ۱۹۰۳                 | ؟                       |
| ۳    | قمرالدوله                   | ۱۸۷۰              | ۱۸۹۳                 | ؟                       |
| ۴    | محمدعلی میرزا               | ۱۸۷۲ تبریز، ایران | ۱۹۲۵ سانرمو، ایتالیا | تاج‌الملوک               |
| ۵    | احمد میرزا (مرگ در کودکی)   | ؟                 | ؟                    | تاج‌الملوک               |
| ۶    | قمرالسلطنه                  | ۱۸۷۵              | ؟                    | نورالدوله               |
| ۷    | فخر السلطنه                 | ؟                 | ؟                    | ؟                       |
| ۸    | نورالسلطنه                  | ۱۸۷۸ تبریز، ایران | ۱۹۳۶                 | اکرام‌الدوله             |
| ۹    | شکوه‌السلطنه                 | ۱۸۷۸              | ۱۹۲۴                 | سرورالسلطنه             |
| ۱۰   | ملک منصور میرزا شعاع‌السلطنه | ۱۸۸۰ تبریز، ایران | ۱۹۲۰ تهران، ایران    | معصومه خانم نزهت‌السلطنه |
| ۱۱   | شکوه‌الدوله                  | ۱۸۸۰              | ؟                    | سرورالسلطنه             |
| ۱۲   | ابوالفتح میرزا سالارالدوله  | ۱۸۸۱ تبریز، ایران | ۱۹۵۹ اسکندریه، مصر   | نورالدوله               |
| ۱۳   | اشرف‌الملوک فخرالدوله        | ۱۸۸۲ تبریز، ایران | ۱۹۵۵ تهران، ایران    | سرورالسلطنه             |
| ۱۴   | ابوالفضل میرزا عضدالسلطان   | ۱۸۸۳ تبریز، ایران | ۱۹۷۰                 | نورالدوله               |
| ۱۵   | حسینقلی میرزا نصرت‌السلطنه   | ۱۸۸۴              | ۱۹۴۵                 | مهین‌السلطنه             |
| ۱۶   | اقدس‌الدوله                  | ۱۸۹۱              | ؟                    | اکرام‌الدوله             |
| ۱۷   | ناصرالدین میرزا             | ۱۸۹۶ تبریز، ایران | ۱۹۷۷                 | سرورالسلطنه             |
| ۱۸   | انورالدوله                  | ۱۸۹۶              | ؟                    | ؟                       |

## مرگ
وی سرانجام در روز ۱۲ دی ۱۲۸۵ در ۵۳ سالگی درگذشت و در کربلا به خاک سپرده شد. 

پس از مرگ مظفرالدین شاه جنازهٔ وی در مراسم باشکوهی به تکیه دولت برده شد و تا انتقال آن به عتبات در همان‌جا بود. 

در مراسم جشن اولین سالگرد صدور فرمان مشروطیت، دسته‌هایی از نمایندگان انجمن‌ها و دارالشوری، با چتر و درفش، روانه تکیه دولت گردیده در آنجا بر سر خاک مظفرالدین شاه خطابه‌ها خواندند و گلها بروی گورش پاشیدند، و به نام شاه مشروطه آمرزش از خدا برایش طلبیدند.

## بناهای مظفرالدین شاه در تهران
- کاخ فرح‌آباد
- کاخ مظفری دارآباد
- کاخ مظفری اوشان

## سکه‌ها و مدال‌ها

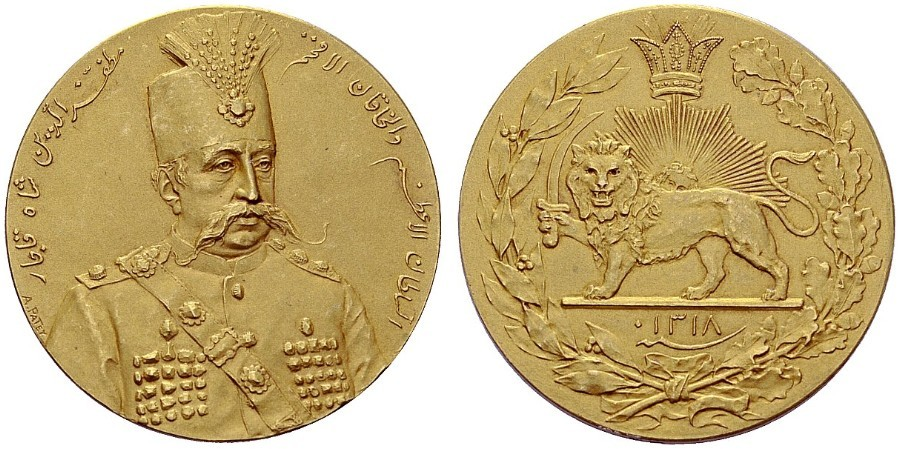
نشان طلای مظفرالدین شاه ضرب فرانسه؛ ۱۲۷۹خورشیدی، طراحی «پاته»
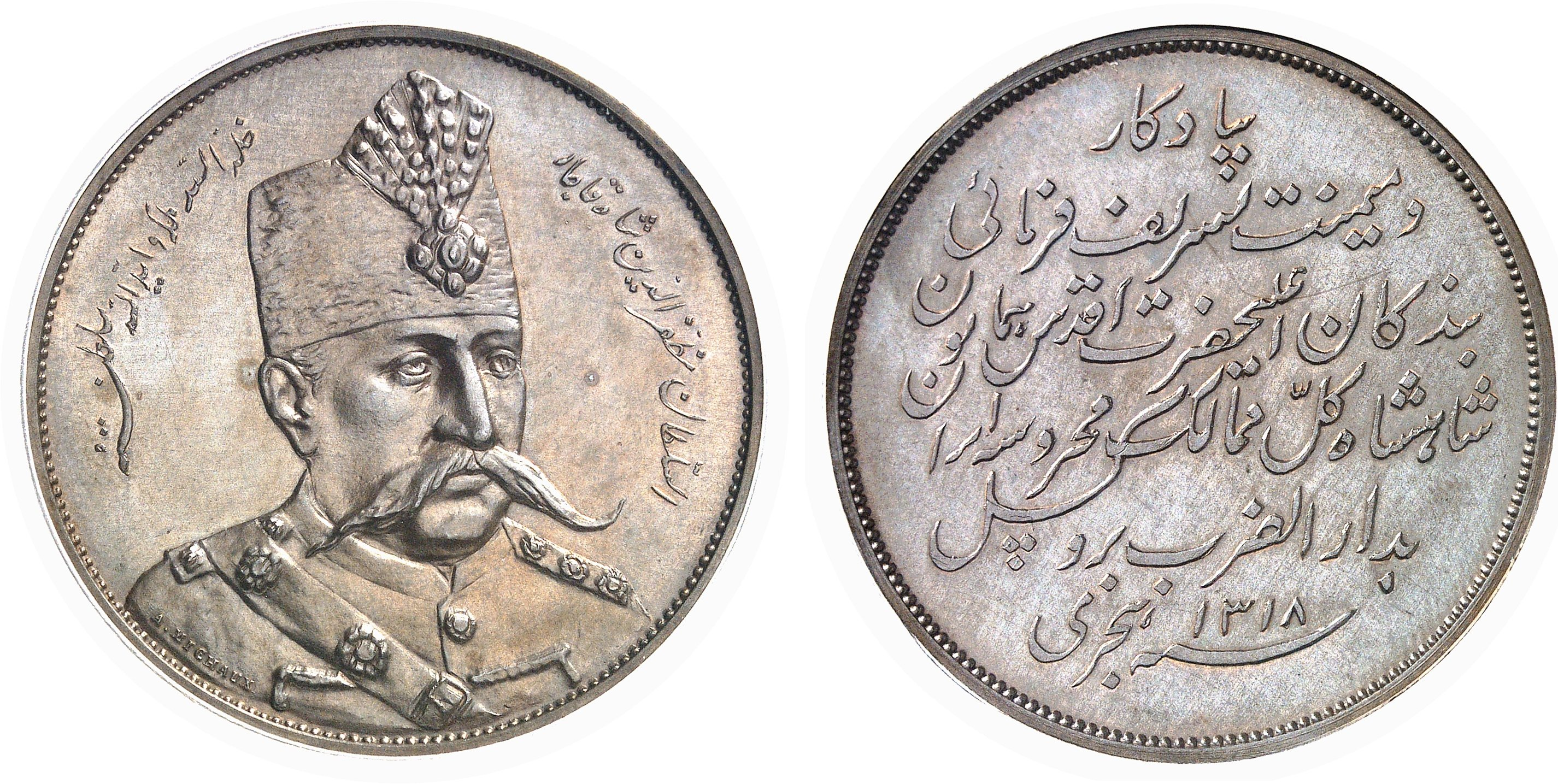
یادبود بازدید مظفرالدین شاه از ضرابخانه بروکسل؛ ۱۲۷۹ خورشیدی، طراحی «آلفونس میچاکس»
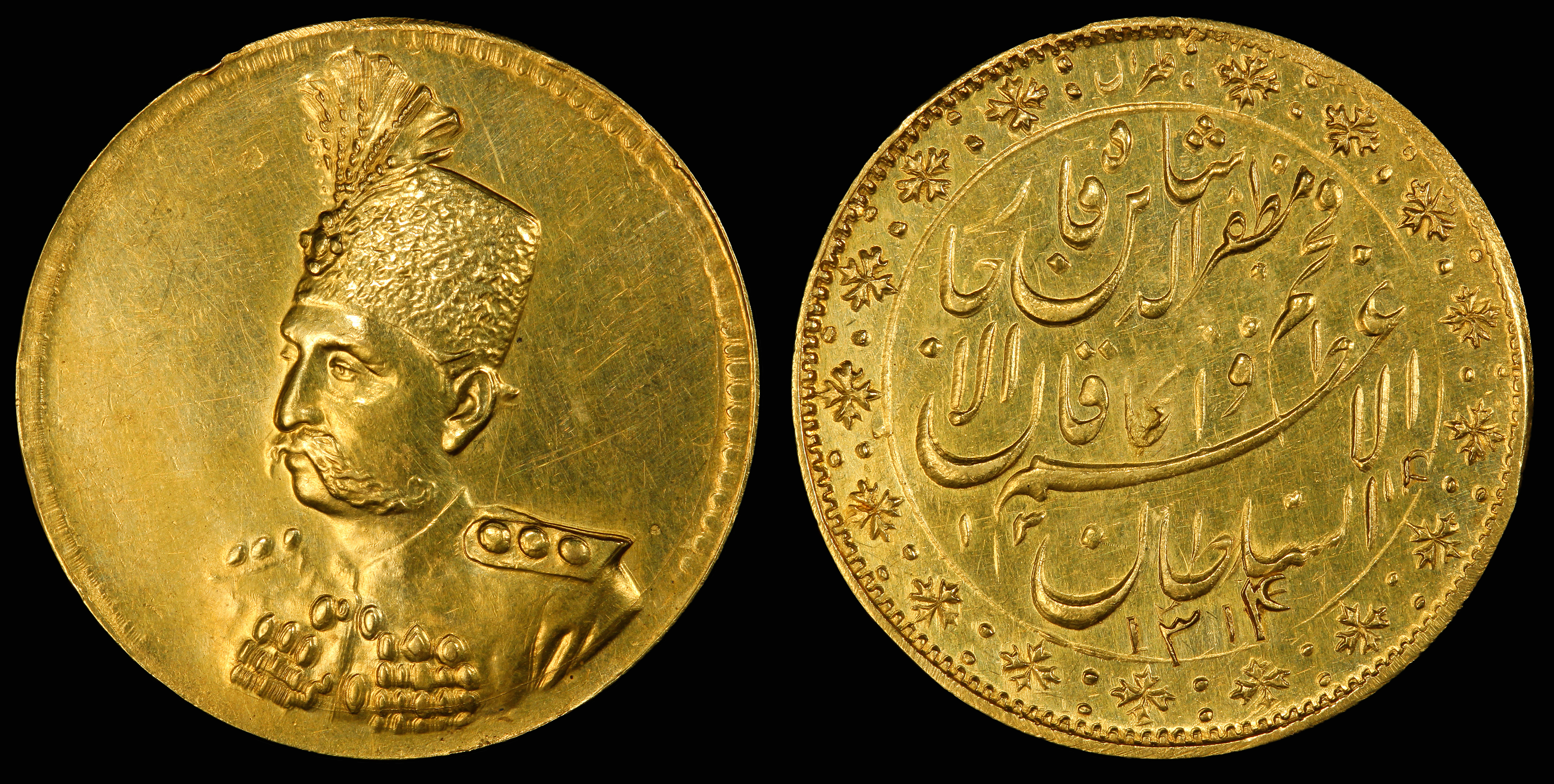
سکهٔ طلای مظفرالدین‌شاه، ضرب سال ۱۲۷۵ خورشیدی

## زمان حکومت در مقایسه با دیگر شاهان قاجار
اعداد سال خورشیدی را نشان می‌دهند: